# Larbi Aherdane
Larbi Aherdane (Casablanca, Marruecos, 6 de junio de 1954) es un exfutbolista de Marruecos que jugaba en la posición de defensa.

## Carrera

### Club
Jugó toda su carrera con el Wydad Casablanca de 1970 a 1983, con el que logró ser campeón nacional en tres ocasiones, ganó tres copas nacionales y tres supercopas.

### Selección nacional
Jugó para Marruecos en 75 ocasiones de 1970 a 1979 y anotó tres goles; participó en los Juegos Olímpicos de Múnich 1972 y en tres ediciones de la Copa Africana de Naciones.

## Logros

### Club
- Botola (3): 1976, 1977, 1978
- Copa del Trono (3): 1970, 1978, 1978
- Supercopa de Marruecos (3): 1970, 1978, 1979

### Selección nacional
- Copa Africana de Naciones (1): 1976

### Individual
- Equipo Ideal de la Copa Africana de Naciones 1978.